# Andrew Sherk
Andrew Sherk (15 aprile 1992) è uno slittinista statunitense.

## Biografia
Pratica lo slittino dall'età di 13 anni e ha iniziato a gareggiare nel 2009 per la nazionale statunitense nella specialità del doppio in coppia con Jake Hyrns. 

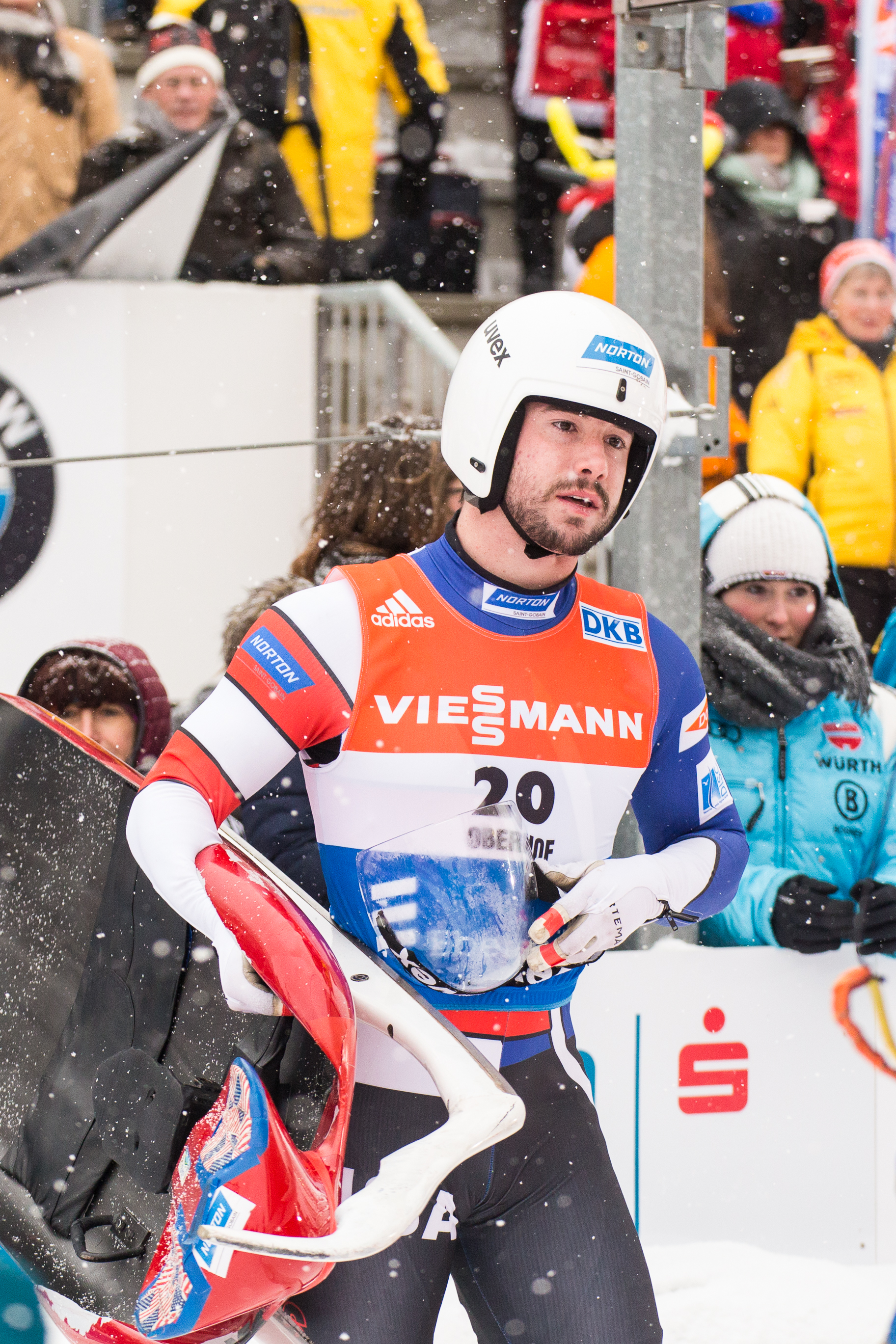
Sherk a Oberhof nel 2016

Si distinse nelle categorie giovanili conquistando una medaglia di bronzo nella gara a squadre ai campionati mondiali juniores di Oberhof 2011. Vinse inoltre la classifica generale della Coppa del Mondo juniores nel 2010/11 nella specialità biposto.
A livello assoluto ha esordito in Coppa del Mondo nella stagione 2011/12, il 17 dicembre 2011 a Calgary, concludendo la gara del doppio al 17º posto con Hyrns, col quale chiuse il sodalizio al termine dell'annata 2013/14. A partire dal 2014/15 iniziò infatti a fare coppia con Justin Krewson e centrò il suo primo podio nonché la sua prima vittoria il 5 dicembre 2015 a Lake Placid, imponendosi nella gara a squadre con Krewson, Erin Hamlin e Chris Mazdzer. In classifica generale come miglior risultato si è piazzato al 13º posto nel 2012/13 nella specialità biposto.
Ha partecipato ai Giochi olimpici invernali di Pyeongchang 2018, terminando la gara del doppio in 8ª posizione.
Ha inoltre preso parte a tre edizioni dei campionati mondiali, totalizzando quali migliori risultati il 14º posto nel doppio ottenuto a Igls 2017 e l'undicesimo nel doppio sprint raggiunto sia nell'edizione 2017 che a Schönau am Königssee 2016.
Ai campionati pacifico-americani ha vinto quattro medaglie nel doppio, di cui una d'argento a Park City 2017 e ulteriori tre di bronzo.

## Palmarès

### Mondiali juniores
- 1 medaglia:
  - 1 bronzo (gara a squadre a Oberhof 2011).

### Campionati pacifico-americani
- 4 medaglie:
  - 1 argento (doppio a Park City 2017);
  - 3 bronzi (doppio a Lake Placid 2013; doppio a Calgary 2016; doppio a Calgary 2018).

### Coppa del Mondo
- Miglior piazzamento in classifica generale nel doppio: 13º nel 2012/13.
- Miglior piazzamento in classifica generale nel doppio sprint: 17º nel 2016/17.
- 1 podio (nelle gare a squadre):
  - 1 vittoria.

#### Coppa del Mondo - vittorie
| Data            | Luogo       | Paese       | Disciplina                                                     |
| --------------- | ----------- | ----------- | -------------------------------------------------------------- |
| 5 dicembre 2015 | Lake Placid | Stati Uniti | Gara a squadre con Erin Hamlin, Chris Mazdzer e Justin Krewson |

### Coppa del Mondo juniores
- Vincitore della classifica generale nella specialità del doppio nel 2010/11.